# Il buon re secondo Omero
Il buon re secondo Omero (noto anche come De bono rege secundum Homerum) è un breve trattato di Filodemo di Gadara.

## Datazione e genere
L'opera è contenuta nel Il PHerc. 1507, che conserva resti di 44 colonne, l’ultima delle quali è costituita dal titolo e dalla sticometria.
Il Περὶ τοῦ καθ᾽Ὅμηρον ἀγαθοῦ βασιλέως è indirizzato a Pisone, che probabilmente la commissionò a Filodemoː del resto, in una delle ultime colonne dell'operetta Filodemo, sotto le spoglie dell'indovino Teoclimeno, si rivolge a Telemaco/Pisone per chiedere protezione e per offrirgli i suoi consigli di filosofo e letterato. Dunque si tratta di un’opera che riflette il clima di patronato letterario nella tarda Repubblica romana ed è espressione tipica dei rapporti che dovevano intercorrere tra un filosofo-poeta come cliens e un signore romano come patronus.
Alcuni studiosi  ritengono l'opera una diatriba — anzi l’unica diatriba uscita dalla penna di Filodemo — importante anche contenutisticamente, perché in essa si incontrano tesi condotte su una linea non sempre concorde con la stretta ortodossia epicureaː Infatti c'è una quasi assoluta mancanza di temi specificamente epicurei (l’unico sarebbe ravvisabile nella col. XLIl: il χλέος, che spetta al buon re dopo la morte non mette in dubbio la mortalità dell’anima). Dunque Filodemo, nel delineare la figura del buon governante, si sarebbe riallacciato a una tradizione gnomologica e didascalica, in cui Omero rappresentava una semplice occasione (ἀφορμή), una raccolta di esempi da cui si poteva attingere quella serie di episodi che più si adattavano agli scopi che lo scrivente si proponevaː rivolgersi a una classe di uomini, analoghi ai βασιλεῖς omerici, quali sono i principes di Roma. 

## Contenuto
Il buon sovrano deve essere moderato nelle faccende d’amore e comportarsi sull'esempio di Bellerofonte davanti alle profferte di Antea. Al retto comportamento del principe buono consegue la benevolenza del suo popolo che maledice invece e impreca contro il sovrano adultero e immorale, come i Troiani contro Paride. Non si dovrà usare violenza alle ancelle né considerare ottima prerogativa l’uccidere e il macchiarsi di omicidi: al sovrano che governa con   giustizia e pietà la terra produce infatti ogni genere di beni e nel suo stato regna la prosperità materiale, mentre lui gode la benevolenza dei sudditi.
A questo punto, la distruzione di buona parte del papiro impedisce di seguire il filo logico di molte colonne: Filodemo dice che un buon sovrano deve prendersi cura di tutto, se questo è possibile; parla poi del lodarsi da se stessi e forse dei rapporti dèi/re; poi della moderazione del lutto.
L'autore passa, poi, a dedicarsi al comportamento che il re dovrà assumere durante i banchetti e durante i momenti di pausa. Si evitino l’ubriachezza e le danze e si ascoltino in silenzio i canti delle gesta eroiche. Sia  allontanato dai banchetti ogni discorso sfacciato, ogni buffoneria e soprattutto il ridere smodato. Nei momenti di pausa il buon sovrano non ascolterà gli artisti né si dedicherà al gioco dei dadi, ma si eserciterà nell’atletica. Si occuperà dei propri beni, senza interesse per l’altrui proprietà. 
Dopo aver discusso aspetti concernenti la vita privata di un re, Filodemo torna ad esaltare quelle che devono essere le sue qualità precipue: benevolenza, attitudine calma, clemenza, dolcezza e si occupa, poi, dell’esercito e dei problemi connessi: l’esercito dovrà essere disciplinato e mantenersi ordinato. I soldati saranno puniti o lodati, ma si procederà a un diverso trattamento nei confronti dei superiori. I capi dell’esercito riceveranno solo rimproveri verbali; quanto alle ricompense si tratterà di onori o premi più personali. Sulla massa si possono usare le maniere forti e anche i premi saranno di genere più vile. Il buon re sarà polemico, ma non bellicoso o battagliero, cercando così di evitare tumulti e disordini all’interno dell’esercito. Anche la guerra civile dovrà essere tenuta lontana a ogni costo, perché non c’è niente di più dannoso per un regno; lo stesso vale per la gelosia e l’invidia. La concordia dei capi è una prerogativa indispensabile per il successo di un re e da essa deriva anche la prosperità materiale e la pace di uno stato; tuttavia anche in un regno pacifico l’esercito deve essere pronto e preparato per qualsiasi evenienza.
Molta più importanza sembra concedere Filodemo ai Consigli di Stato, perché ritiene che spesso vale più una saggia decisione che un forte esercito. La qualità principale di un buon consigliere è l’assennatezza, la phronesis.
Filodemo sviluppa, poi, un altro tema topico: la hybris. Il buon re deve guardarsi dal commettere atti di tracotanza e di superbia e mostrarsi rispettoso degli dèi e degli uomini, perché la stabilità di un regno si basa soprattutto sulla benevolenza dei sudditi nei confronti del loro monarca. I capi devono essere belli, perché la bellezza provoca un certo timore reverenziale sulla massa e perché il sovrano deve imitare una somiglianza con esseri superiori. Il re si loderà, ma senza ostentazione, per non incorrere in un atto di hybris. Omero, infatti, denigra solo quegli eroi che fanno della loro bellezza un uso puramente esteriore oppure lodano qualità che non possiedono realmente. In contrapposizione, sono criticati gli attacchi riprovevoli e calunniosi degli uomini politici che tirano i loro sottoposti come se fossero burattini. L’obiettivo si sposta poi sulla gloria.
L’opera si conclude con una sezione sulla fama che seguirà il buon re dopo la morte, se avrà agito rettamente durante la vita.